# الاجیک اسید
الاجیک اسید (به انگلیسی: Ellagic acid) با فرمول شیمیایی C۱۴H۶O۸ یک ترکیب شیمیایی با شناسه پاب‌کم ۵۲۸۱۸۵۵ است. که جرم مولی آن ۳۰۲٫۱۹۷ g/mol می‌باشد. 